# Komoróczy Miklós Ede
Császári és bicskei Komoróczy Miklós Ede (Tapolcsány, 1863. szeptember 27. – Budapest, 1925. szeptember 24.) főgimnáziumi tanár, néprajzi gyűjtő, lapszerkesztő, színész.

## Élete
Komoróczy Dániel földbirtokos és koricsányi és necpáli Koricsányszky Paula fia. Középiskoláit Rimaszombatban, Kassán, Lőcsén és Budapesten végezte, majd a Népszínházhoz szerződött. 1883-ban beiratkozott az országos színészeti akadémiára. Két és fél év után vidéki színész lett. Megunván a színész életet, Nyitrán a megyénél kapott állást és a Nyitrai Közlöny segédszerkesztője lett. 1889-ben rövid ideig ismét színész volt, azután Miskolcon a pénzügyigazgatóságnál helyezkedett el, ahol három hónap után az adófelszólamlási bizottság jegyzője lett. 1891-ben Legyező címmel szépirodalmi és humorlapot indított, ez azonban hamar megszűnt. Ezután Budapestre költözött, hol mint hírlapíró, majd mint a Nemzeti Hírlap, a Székesfővárosi Lapok szerkesztője s a fővárosi hírlapok hírvivője dolgozott. 1892 tavaszán a telefon hírmondó szolgálatába állott. Közben a vidéki városokban jótékony célú hangversenyeket és felolvasó esteket rendezett. 1893 július végén mint hírlapíró Görögországba ment és részt vett a Korinthoszi-csatorna ünnepélyes megnyitásán. Sok bolyongás után, visszatért régi vágyához és 1894 végén a rozsnyói katolikus főgimnáziumhoz kinevezték ideiglenes tanárnak. Andrássy Dénes gróf és neje 500 forint ösztöndíjban részesítették, hogy tanulmányait folytathassa. Megszerezte a tanári oklevelet, és a főgimnázium rendes tanára lett. 1898-tól a rozsnyói Sajó-vidék szerkesztője.
Több színházi prológot és alkalmi költeményt írt. 1886. október közepén a nyitrai színházat az ő prológjával nyitották meg.

## Művei
- Thalia ünnepe (drámai prológ)
- Márciusunk idusa (verses drámai mű)
- A költő ünneplése (verses allegóriai drámai prológ)
- Írt a Bolond Istókba (1887-1888); 1892. a Gyermekvilágba, az Én Ujságomba (Móci bácsi és más álnevek alatt), a Kisdednevelésbe; Görögországból írt az Ország-Világba, a Pesti Naplóba, az Egyetértésbe és a Pester Lloydba.
- A Szent István Társulat kiadásában megjelenő Ifjusági olvasmányok c. gyűjteményben megjelentek tőle: Versikék, mondókák.